# فلاديمير ستانوفيتش
فلاديمير ستانوفيتش هو لاعب كرة قدم صربي في مركز الدفاع، ولد في 1 مايو 1990 في بلغراد في صربيا. لعب مع نادي تشوكاريتشكي.

## وصلات خارجية
- فلاديمير ستانوفيتش على موقع قاعدة بيانات كرة القدم.إي يو (الإنجليزية)
- فلاديمير ستانوفيتش على موقع Soccerway.com (الإنجليزية)